# Weingut Erben von Beulwitz

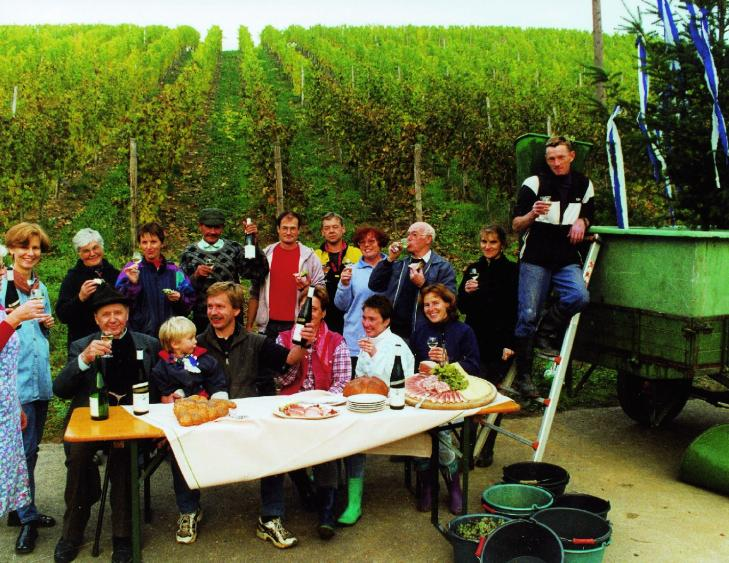
Winzervesper im Weingut

Das Weingut Erben von Beulwitz zwischen Mertesdorf und Eitelsbach liegt im deutschen Weinbaugebiet Mosel, Bereich Ruwer.
Es wurde im Jahre 1867 auf der Pariser Weltausstellung für die hohe Qualität der Weine ausgezeichnet. Seit 1982 wird es von dem Winzer und Hotelbesitzer Herbert Weis und seiner Frau Mechthild Weis geb. Meyer, Deutsche Weinkönigin 1985/1986, geführt.
Das Weingut umfasst etwa sieben Hektar Rebfläche in den Lagen Kaseler Nieschen, Kaseler Hitzlay und Eitelsbacher Marienholz. Im Kaseler Nieschen verfügt das Gut noch über fast 110 Jahre alte wurzelechte Reben, die nicht von der Reblaus befallen wurden. Es wird überwiegend Riesling (90 %), daneben auch Weißburgunder und Spätburgunder angebaut. Das Weingut ist Mitglied im Bernkasteler Ring, der ältesten Weinversteigerungsgesellschaft an der Mosel. Das Gut erhielt zahlreiche Goldene Kammerpreismünzen der Landwirtschaftskammer Rheinland-Pfalz und weitere Auszeichnungen.

## Bewertungen
- 2008: Parkers Wineguide 3 Sterne
- 2011: Eichelmann  4,5 Sterne
- 2011: Gault-Millau 3 Weintrauben
- 2011: Der Feinschmecker-Wein-Guide 3 „F“-Punkte

## Auszeichnungen
- 1994: Staatsehrenpreis des Landes Rheinland-Pfalz
- 1995: Staatsehrenpreis des Landes Rheinland-Pfalz
- 1996: Sieger bei der „Deutschen Rieslingmeisterschaft“
- 1999: Sieger bei der Weinprämierung der Landwirtschaftskammer Rheinland-Pfalz für den besten Eiswein des Jahres 1998
- 2000: Weinprämierung 15 Anstellungen: 15 Goldene Kammerpreismünzen
- 2002: Medaille d’Or - Riesling du Monde, Straßburg
- 2003: Alles über den Wein – Goldmedaille